# Nesticus jamesoni
Espèce
Nesticus jamesoni est une espèce d'araignées aranéomorphes de la famille des Nesticidae.

## Distribution
Cette espèce est endémique du Querétaro au Mexique,. Elle se rencontre dans les grottes Cueva del Rincón et Sotano de Herreras.

## Description
La femelle holotype 8,00 mm.

## Étymologie
Cette espèce est nommée en l'honneur de Roy Jameson.

## Publication originale
- Gertsch, 1984 : The spider family Nesticidae (Araneae) in North America, Central America, and the West Indies. Bulletin of the Texas Memorial Museum, vol. 31, p. 1-91 (texte intégral).